# Gustav von Girsewald (Generalmajor, 1812)
Gustav Wilhelm Heinrich Ernst Freiherr von Girsewald (* 20. Dezember 1812 in York, Irland; † 9. Juli 1871 in Braunschweig) war ein braunschweigischer Generalmajor.

## Leben

### Herkunft
Girsewald war der älteste Sohn des gleichnamigen herzoglich braunschweigischen Generalmajors und Oberstallmeisters Gustav Freiherr von Girsewald (1785–1864) und dessen Frau Katharina, geborene Raines (1787–1857). Sein jüngerer Bruder war Alexander (1815–1890) wurde braunschweigischer Generalmajor und Oberstallmeister.

### Militärlaufbahn
Am 1. Mai 1827 trat Girsewald als Kadett in den Herzoglichen Militärdienst ein, wurde am 20. April 1828 zum Portepeefähnrich befördert und kam am 23. Mai 1829 zum Leib-Bataillon. Am 21. Februar 1830 wurde er zum Sekondeleutnant, am 18. November 1835 zum Adjutanten des 3. Bataillons des Infanterie-Regiments und am 17. Mai 1836 zum Premierleutnant ernannt. Am 29. November 1841 wurde Girsewald Adjutant beim Feldkorps, am 11. September 1842 dort Hauptmann und nahm 1848/49 am Krieg gegen Dänemark teil. Anschließend wurde er am 9. November Chef der 3. Kompanie des 1. Infanterie-Bataillons, erhielt am 8. April 1854 den Charakter als Major und wurde etatmäßiger Stabsoffizier. Mit einem Patent vom 17. Juli 1851 zu seinem Dienstgrad war er vom 16. Februar 1855 Kommandeur des Leib-Bataillons. Am 25. April 1860 wurde er zum Oberstleutnant und am 12. Dezember 1861 mit der Beförderung zum Oberst und Kommandeur des Infanterie-Regiments ernannt.
In dieser Eigenschaft führte er sein Regiment im Mainfeldzug an der Seite Preußens während des Deutschen Krieges. Nach Beendigung der Operationen war Girsewald vom 7. August bis zum 3. September 1866 kurzzeitig Kommandeur der Braunschweigisch-Altenburgischen Brigade. Unter Verleihung des Charakters als Generalmajor nahm er am 17. Juni 1868 seinen Abschied.

### Familie
Girsewald hatte sich am 16. Juli 1843 mit Charlotte von Bülow (1819–1876) verheiratet. Aus der Ehe gingen zwei Töchter hervor. Brunhilde (* 1845) heiratete 1867 den Gutsbesitzer Hugo Löbbecke († 1875) und Katharina (1858–1922) ehelichte 1879 den späteren preußischen Generalleutnant Hans von Pawel (1856–1925).